# Byle być sobą (singel)
Byle być sobą – drugi singiel polskiego piosenkarza Michała Szpaka promujący debiutancki album studyjny artysty Byle być sobą, mający swoją premierę 23 października 2015 roku. Utwór skomponował Mateusz Krezan, a tekst napisała Aldona Dąbrowska. Utwór jest lekko rockową balladą.

## Historia utworu

### Geneza
Utwór skomponował Mateusz Krezan, a tekst napisała Aldona Dąbrowska. Singel został wydany w formacie digital download 23 października 2015 roku. Piosenka została wydana jako singiel zapowiadający debiutancki album studyjny artysty pt. Byle być sobą, którego premiera odbyła się 13 listopada 2015 roku.

### Teledysk
23 października 2015 roku w serwisie YouTube ukazał się oficjalny teledysk do piosenki, za którego reżyserię odpowiadał Beat Music, a za montaż odpowiedzialny był Łukasz Bernas. Producentem teledysku była Agencja Artystyczno-Reklamowa As Plus Sławomira Sokołowskiego oraz J&J MusicArt LTD.

## Lista utworów
- Digital download[2]

1. „Byle być sobą” – 2:59